# Iniöfjärden
Iniöfjärden (finska: Iniönaukko) är en fjärd i Finland. Den ligger i landskapet Egentliga Finland, i den sydvästra delen av landet, 200 km väster om huvudstaden Helsingfors.
Iniöfjärden avgränsas av Santasaari och Viliskeri i nordväst, Simskeri och Isoluoto i norr, Laupuksenmaa i nordöst, Gloholm och Hummelholm i söder samt Gåsskärs ören i väster. Den ansluter till Hummelholms fjärden i söder och Stråket i sydväst.